# Joseph Fourier
Jean Baptiste Joseph Fourier (født 21. marts 1768, død 16. maj 1830) var en fransk matematiker og fysiker, som er kendt for påbegyndelsen af undersøgelsen af Fourierrækker og deres anvendelse i problemstillinger med varmestrøm. 
Fourier-transformationen er opkaldt efter ham, ligesom månekrateret Fourier er opkaldt efter ham.